# Helvécia (Hungria)

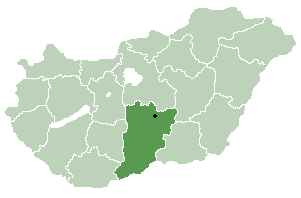
Localização do condado de Bács-Kiskun na Hungria.

Helvécia é uma vila do condado de Bács-Kiskun, situada na região da Grande Planície Meridional, no sul da Hungria.
A vila ocupa uma área de 73,66 quilômetros quadrados, e tem uma população de 4.160 pessoas (2002). 

## Cidades gêmeas
- Cârţa, Romênia
- Sirnach, Suíça
- Vršac, Sérvia
- Zatín, Eslováquia